# 源城区
源城区是中国广东省河源市的市辖区，位于广东省东北部，处在东江中上游，是河源市政府所在地，也是河源市的政治、经济和文化中心。源城区总面积为362平方公里。區人民政府駐上城街道。

## 历史

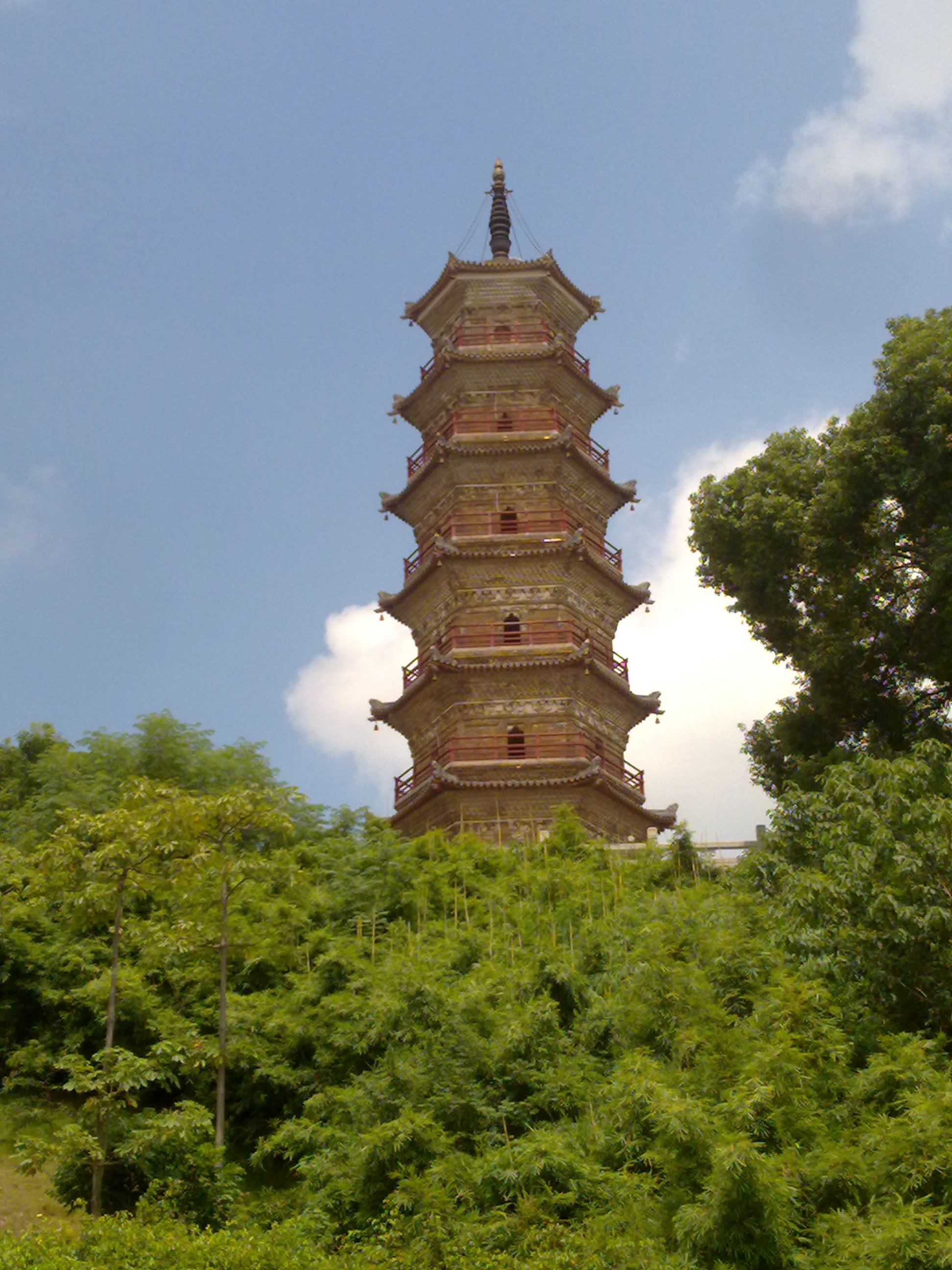
龟峰塔

源城区有着1500多年的历史。自南朝齐永明元年（483年）置河源县，现老城区一带一直是老河源县的政经和文化中心，源城区的前身即为原河源县的县城和附近乡镇。1988年，河源撤县建市，将原河源县分成源城区和郊区（后改为东源县）。

## 地理
源城区位于河源市的西南端，以老城区为中心，北部和西部与河源市东源县相邻，东南与河源市紫金县相邻，西南与惠州市博罗县相邻，处于东经114°13′至115°22′，北纬23°32′至24°15′之间。
源城区境内大部分处于河源盆地内，北部为东江和新丰江冲积而成的东埔小平原，中部为丘陵，南部为东江冲积而成的埔前小盆地，西部为山区。源城区总的地形地势为东低西高，南北低中间高。东江、新丰江、埔前河、七磜河、香车河等河流流经源城境内，全境属于珠江流域。
源城区属亚热带季风气候。冬半年盛行东北季风，天气较为干冷；夏半年盛行西南和东南季风，高温多雨。源城区历年平均温度21.4℃，历年极端最高温度39.3℃，历年极端最低温度-3.8℃；历年平均年降雨量1953.2毫米，历年平均年雨日159天；历年平均年日照时数1942.8小时。源城区热量充足，雨水充沛，日照充足，气候资源丰富，适宜种植亚热带作物。

## 行政区划
源城区下辖6个街道办事处、2个镇：
上城街道、新江街道、东埔街道、源西街道、高埔岗街道、城东街道、源南镇和埔前镇。

## 民族 人口
源城区的汉族客家人占大多数，亦有少数畲族、壮族、苗族等少数民族人口分布。
2021年，源城區常住人口70.75萬人，比上年增加0.34萬人。城鎮人口比重95.51%，城鎮人口67.57萬人。户籍總人口34萬人。

## 语言
源城区属于客家话方言区，也是东江本地话分布区。源城话与惠州地区方言接近，有的词语读音与梅州话相似，少数词语与广州话相近，但语言总体上属于客家方言。

## 经济

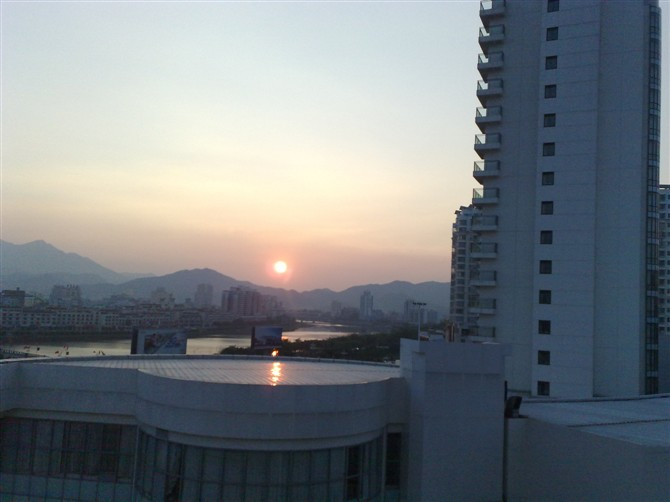
源城天际线

2009年，全区国内生产总值为50.8亿元，增长11.2%。其中第一产业增加值2亿元，第二产业增加值23.7亿元，第三产业增加值25.1亿元，分别增长2.6%、3.3%和20.8%，三大产业结构为3.9：46.7：49.4。农村居民人均现金收入7059元，城镇居民人均可支配收入12138元。
农业最有特色的是蔬菜、肉食、糖蔗、水果种植业。工业最有特色的是电子、电器、纺织、造纸、制糖、化工、建材等制造业，区内有市政府直辖的河源市高新技术开发区，在2008年经济危机后，成为珠三角诸多企业的转移目的地。商业市场越来越完善，外来投资企业逐年增多。

## 旅游

### 河源八景
- 老八景：梧峰夕照，桂岫晴岚，宝江渔唱，石径樵归，龙津晚渡，东埔春耕，龟峰宝塔，燕石长亭；

- 新八景：双城秋月，三廊平畦，奎阁槎流，鼓楼春霞，鳄湖青曲，古道榕荫，龙阁风帆，逍遥幽壑。

### 生态旅游
源城区自然生态环境优越，毗邻华南宝库万绿湖，著名的景点有龟峰塔、桂山、龙源温泉度假村等。河源亚洲第一高喷泉，位於新豐江黃金水道中央，每晚8:00開始，如參加旅行團很大機會會晚飯後前往。

## 交通
源城区是粤东北的交通枢纽，处于珠江三角洲地区与粤北山区的结合部。南北交通第二大动脉京九铁路、连接粤东与省城的重要交通线广梅汕铁路、205国道、惠河高速公路、粤赣高速公路贯穿全境，其中惠河高速公路、粤赣高速公路源城全段纳入了G25长深、G35济广国家高速公路网。规划建设中的高速公路还有G78汕昆高速公路、广河高速公路、河源市东环高速公路，惠河轻轨已在规划建设中。
源城区地处两江交汇，水运有着悠久的历史。东江航运在历史上发挥了重要作用，曾为河源城人上达龙川，下至惠州、广州等地的主要交通方式。20世纪后期以来，随着道路交通运输的迅速发展，水路运输作用和地位大为下降。